# Station Shalford
Shalford is een spoorwegstation van National Rail in Guildford in Engeland. Het station is eigendom van Network Rail en wordt beheerd door Great Western Railway. Het station is geopend in 1849.